# قلعة رش
قلعة رش  قرية سوريّة تتبع إداريّاً لمحافظة حلب منطقة عين العرب ناحية صرين، بلغ تعداد سكانها 608 نسمة حسب التعداد السكاني لعام 2004.
قلعة رش (القلعة السوداء) قرية سورية تقع في المنطقة الشمالية، تابعة لمنطقة كوباني (عين العرب)، سكانها من الكرد، يعمل أغلب سكانها في الزراعة، يوجد فيها مسجد ومدرسة، وهي مشهورة بقلعتها القديمة السوداء، وقد سميت بهذا الاسم نسبة إلى القلعة السوداء القديمة في القرية، المبنية بالأحجار السوداء الكبيرة.